# 10142 Sakka
10142 Sakka (1993 VG1) là một tiểu hành tinh vành đai chính được phát hiện ngày 15 tháng 11 năm 1993 bởi A. Sugie ở Đài thiên văn Dynic. Nó được đặt theo tên Kazuyuki Sakka, Japanese computer scientist.